# Baixo cantante
| Tipo de Voz  | Tipo de Voz |
| Feminino     | Masculino   |
| ------------ | ----------- |
| Soprano      | Tenor       |
| Meio-soprano | Barítono    |
| Contralto    | Baixo       |

O baixo cantante é uma espécie de voz baixa que tem como principal característica o domínio de tons altos. Sua tessitura costuma ser grande(especialmente os que fazem coloratura),podendo ir do E1 ou F1 e chegar ao C5 ou mais.

## Na França
Na escola francesa,a categoria equivalente é a dobasso chantante. É uma voz mais lírica que o baixo-barítono, de timbre escuro, porém aveludado e harmonioso.É também chamado de basso elevé,lyrique, d’opera comique ou demi caractere.

## Na Alemanha
Na escola alemã,a categoria equivalente é a do charakterbass, na tradução: baixo de caráter, ou cantante.Nos teatros alemães é um tipo comum em óperas, geralmente possui o mesmo repertório que o Baixo-barítono, porém, é mais flexível(o que aumenta o convencimento em suas apresentações) e tem mais facilidade para cantar o repertório de outras categorias do baixo,podendo ir desde o repertório para spielbass a alguns papéis do serioserbass.

### No Brasil
Os baixos brasileiros apreciam mais o timbre grave, mas com a capacidade de emitir notas agudas com boa qualidade e brilho, são conhecidos por apreciarem os graves como F1, E1 em diante, e não desperdiçam  a  oportunidade de dar uma "cravada", são ágeis em sua tessitura e possuem timbres únicos, algum com mais de 2 oitavas.

## Registro agudo
É notadamente escuro e ao mesmo tempo harmonioso; é redondo, com natural aptidão para um legato expressivo.Brilhante e muito seguro, pode ser resistente e vigoroso, quando assim pede a interpretação.

## Registro médio
É um registro potente,bem intenso,rico em matizes e com grande variedade de cores, desde um aveludado e de sonoridade suave e doce a um áspero e metálico. O baixo cantante está apto a fazer mais coloraturas do que boa parte dos barítonos.

## Registro grave
É o registro que o identifica:pode emitir notas graves com grande facilidade,possui uma beleza encantadora, dando assim uma base sólida em seus grandes papéis, que estão quase sempre ligados a interpretações de pais, juízes, reis, anciãos e às vezes até o grande rival(não muito comum;tende-se a optar por barítonos,por terem timbre mais flexíveis e homogêneos,aumentando assim as chances do sucesso do papel).

## Coloratura/Brilhante
É um baixo cantante com aptidão e extrema facilidade de interpretações em papéis de grande agilidade, dedicando-se mais a papéis barrocos e renascentistas, e até alguns papéis do bel canto clássico. Não se trata de um buffo, mas de um baixo com grande agilidade e articulação pronta e fácil. Também é chamado de basso brillante na Itália e basso coloraturè, na França.

## Coloratura/brilhante
- Assur, em Semiramide, de Gioacchino Rossini;
- Mustafá, em L’italianna in Algéri, de Gioacchino Rossini;
- Don Basílio, em Il Barbiere di Siviglia, de Gioacchino Rossini;
- Oberto conde di San Bonifaccio na homônima ópera, de Giuseppe Verdi;
- Don Giovanni, na homônima ópera de Wolfgang Amadeus Mozart;
- Doutor Morosus, em A Mulher Silenciosa, de Richard Strauss;

## Cantante
- O Faraó, em Aída, de Giuseppe Verdi;
- Rei Filippe, em Don Carlo, de Giuseppe Verdi;
- Fiesco, em Simon Bocanegra, de Giuseppe Verdi;
- Atilla, na homonima ópera, de Giuseppe Verdi;
- Carlo V,  em Ernani, de Giuseppe Verdi;
- Henrich, em Lohengrin, de Richard Wagner;
- Fasolt, em O ouro do Reno, de Richard Wagner;
- Oravesco, em Norma, de Vicenzo Bellini;
- Timur, em Turandot, de Giacomo Puccini;
- Betto di Sagna e Simone, em Gianni Schicchi, de Giacomo Puccini;
- Geronte de Revoir, em Manon Lescaut, de Giacomo Puccini;
- Angelotti, em Tosca, de Giacomo Puccini;
- Coline, em La Boheme, de Giacomo Puccini;
- Creonte, em Oedipus Rex, de Igor Strawinscki;
- Alvize Baldoeiro, em La Giocconda, de Amilcare Ponchielly;
- Don Ferando, em Fidélio, de Ludwig van Beethoven;
- Zuninga, em Carmen (ópera), de Georges Bizet;
- Rangoni, em Boris Godunov, de Modest Mussorgsky;

## Coloratura/brilhante
- Antonio Montagnana
- David Thomas (coloratura barroco).
- Fernando Corena
- Filippo Galli
- Giuseppe-Maria Boschi
- Harry Van der Kamp (coloratura barroco).
- Michele Pertusi
- Samuel Ramey
- Israel Salazar(popular religioso)

## Cantante
- Tim Foust
- Avi Kaplan
- Harife Senna
- Rhaniery Sousa
- Nelson Gonçalves